# Unia (syndicat)
Pour les articles homonymes, voir Unia et UNIA.
Unia (en allemand (de) Gewerkschaft Unia, en italien (it) Sindacato Unia) est le plus grand syndicat en Suisse. Il est actif dans les secteurs de l'industrie, de la construction et des services privés. Unia représente les intérêts de tous les travailleurs et propose à ses membres conseils, assistance juridique et autres services.
Unia gère également la plus importante caisse de chômage de Suisse. Unia est le plus grand syndicat de travailleurs et travailleuses du secteur privé et le plus grand membre de l'Union syndicale suisse.
Unia œuvre dans le monde du travail pour établir un rapport de force plus équilibré en faveur des travailleurs. Le syndicat Unia compte environ 170 000 membres. De plus, 237 conventions collectives de travail (CCT) ont été établies, lesquelles régissent les conditions de travail d'environ un million de salariés en Suisse. À l'interne toutefois, de nombreux cas de mobbing[réf. nécessaire] et de licenciements abusifs[réf. nécessaire] ont été révélés au sein du propre personnel d'Unia.
Unia est également un syndicat actif sur le plan politique et s’engage entièrement pour une société plus juste et sociale. Unia s’implique fortement pour mener à bien des initiatives et participe à de nombreuses campagnes de votation.
Le syndicat Unia participe et organise de grandes manifestations et prend part aux rassemblements populaires.

## Histoire
Le syndicat Unia est issu de la fusion du 16 octobre 2004 qui a rassemblé le SIB (Syndicat de l'industrie du bâtiment), de la FTMH (Fédération suisse des travailleurs de la métallurgie et de l'horlogerie) et de la FCTA (Fédération suisse des travailleurs du commerce, des transports et de l'alimentation), l'ancien syndicat « unia » (actif dans les services) et le syndicat genevois « actions » (actif dans le secteur tertiaire).

## Structure
Le syndicat Unia est une association au sens du Code civil suisse. Les organes dirigeants sont le Comité central et le Comité directeur. Ses 171’581 membres sont répartis dans 13 régions, divisées en 25 sections actives au travers de ses 90 secrétariats locaux. Les activités sont gérées par corps de métiers en 4 secteurs : la construction, l’artisanat, l’industrie et le tertiaire. En outre, quatre groupes d’intérêt œuvrent dans les domaines de la jeunesse, des femmes, des migrants et des retraités.

## Campagnes
Unia s’engage pour de nombreuses causes en faveur des salariés, notamment :
- pour un salaire minimum en Suisse

Pour Unia, un salaire minimum garantit la dignité de tous les employés. C’est une mesure efficace de lutte contre le dumping salarial. Un premier pas très important a été franchi dans ce domaine à Neuchâtel, où, en août 2017, un salaire minimum cantonal a été introduit à la suite d’une décision du tribunal fédéral.
- pour des mesures d’accompagnement à la libre circulation des personnes

Les mesures d’accompagnement protègent les conditions de travail en Suisse. Elles visent à prévenir le dumping salarial et les conditions de travail abusives. Pour Unia, quiconque travaille en Suisse doit le faire aux conditions suisses. Unia réclame notamment plus de contrôles et des sanctions plus sévères contre les entreprises qui ne respectent pas les lois en la matière.
- pour la santé au travail et contre le stress

Les stress augmente au travail et il pèse sur la santé des employés. Unia a réalisé une étude sur le stress au bureau. Le résultat est alarmant. Actuellement, deux initiatives parlementaires proposent d’assouplir la saisie du temps de travail. Pour Unia, cette saisie est très importante pour protéger la santé des employés. Unia se bat donc farouchement contre ces deux initiatives.
- pour que la numérisation de l’économie soit réalisée dans le respect de la santé et des droits des salariés

Dans tous les domaines économiques, la numérisation est en marche. Elle a des conséquences importantes sur l’emploi en Suisse, sur la nature du travail des employés, sur la qualité de leur vie professionnelle, etc. C’est pourquoi Unia se bat pour une numérisation sociale de l’économie avec des possibilités de formation et de reconversion pour les employés, dans le respect de leurs droits et des lois en vigueur.

## Secteurs et branches
Unia s’engage pour les salariés dans quatre secteurs : industrie, arts et métiers, construction, tertiaire.
- tertiaire : En Suisse, plus de la moitié des salariés sont occupés dans le secteur tertiaire (vente, hôtellerie-restauration, bureaux, transport routier, etc.). Unia se bat pour davantage de conventions collectives de travail. Le syndicat a par exemple obtenu la signature d’une convention pour les employés des shops de stations-service. Unia milite également contre l’extension des heures d’ouverture des magasins[8], et s‘oppose au dumping salarial et à de nombreux abus commis dans le domaine de l’hôtellerie et de la restauration, comme récemment dans un restaurant du canton de Neuchâtel au Creux du vent[9]. Unia défend également les employés du secteur privé des soins, où les abus contre le personnel sont nombreux, avec des conséquences pour les patients et leurs familles.
- industrie : Unia doit souvent lutter dans ce secteur contre les licenciements collectifs, comme récemment[Quand ?] chez Novartis : le groupe pharmaceutique veut supprimer des centaines d’emplois à Bâle. Les salariés ont remis 1 165 signatures à la direction pour s’opposer à tout licenciement[10]. En Suisse romande, Unia défend également les salariés de Bombardier ou Thermo Fisher menacés de licenciement[11].
- arts et métiers : Le secteur suisse des arts et métiers est dominé par les petites entreprises. Il recouvre des domaines d’activités aussi divers que l’industrie du bois, la carrosserie, la plâtrerie-peinture, ou encore la sculpture et taille de pierre! Actuellement[Quand ?], Unia soutient par exemple les électriciens dans leur campagne nationale en vue du renouvellement de leur convention collective de travail (CCT) et dans de nombreux conflits locaux, comme en septembre 2017 à Neuchâtel[12] ou en août 2017 à Yverdon[13].
- construction : Unia est omniprésent dans la construction. D’où de bonnes conditions de travail dans beaucoup de branches du secteur. Régulièrement, Unia doit pourtant encore se battre pour le maintien des emplois et la protection des droits des travailleurs dans ce domaine, comme ce fut le cas en mars 2017 sur un chantier de l’entreprise Walo à Genève[14].

Dans son secteur construction, Unia défend aussi les intérêts des salariés dans les branches du paysagisme, du nettoyage, de la planification (contremaîtres), de l’industrie des matériaux de construction et de l’agriculture.

## Groupes d’intérêt
Unia compte quatre groupes d’intérêt : femmes, jeunesse, Unia60+ et migrations.
Ces différents groupes mènent des campagnes pour défendre les droits de ces catégories de salariés, par exemple :
- pour l’égalité salariale : alors que l’égalité salariale entre hommes et femmes est inscrite dans la loi depuis 20 ans[16], elle n’est toujours pas appliquée en Suisse. Pour qu’hommes et femmes soient rémunérés équitablement, Unia et l’Union syndicale suisse projettent une initiative « Subito » pour la mise en œuvre de l’égalité salariale[17]. Dans le canton du Jura, Unia a également lancé une initiative en faveur de l’égalité salariale en juin 2017[18].
- pour les droits des apprentis et les stagiaires : Unia demande de meilleures conditions pour les apprentis, car bien souvent les conditions d’apprentissage rebutent les jeunes et les éloignent de certains métiers. Les stagiaires, eux, sont souvent utilisés comme de la main d’œuvre bon marché[19].
- pour les travailleurs âgés : Unia défend aussi les intérêts des salariés à la retraite. Parmi ses membres, le syndicat compte plus de 20 000 retraités. Unia soutient actuellement la réforme des retraites PV2020[20], et milite pour une meilleure protection contre le licenciement des travailleurs âgés[21].
- pour les personnes issues de la migration : Unia défend tous les salariés, quel que soit leur passeport. Le syndicat a par exemple fait une campagne très active à l’hiver 2016-2017 en faveur de la naturalisation facilitée. Le 12 février 2017, les citoyens suisses ont décidé que les enfants nés en Suisse dont les grands-parents ont immigré en Suisse bénéficieront d’une naturalisation facilitée. Avec d’autres syndicats, Unia continue de faire campagne pour que tous les étrangers qui en ont la possibilité se naturalisent[22].

## Controverses

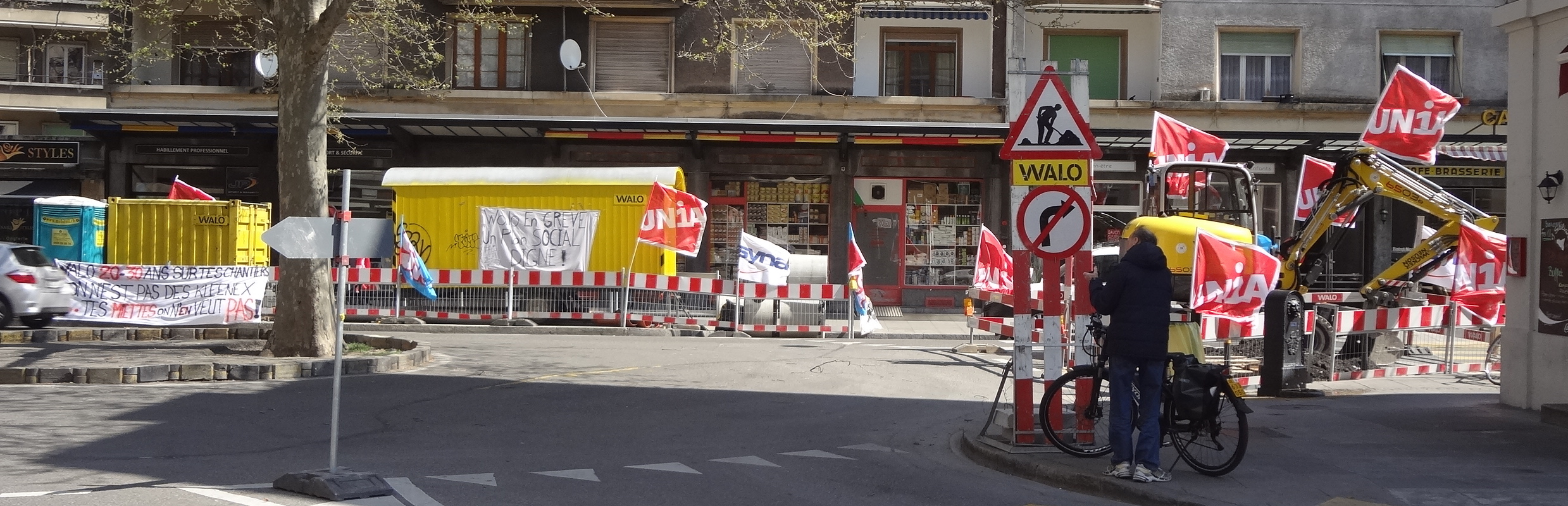
Présence lors de la grève des ouvriers de Walo à Genève en 2017.

Unia a été a plusieurs reprises l'objet de critiques quant à la gestion de son propre personnel. En 2013, un employé fait un burn-out après avoir accumulé 800 heures supplémentaires en un an, soit près de 3 heures par jour de travail, alors qu'Unia était au courant que cela violait le droit du travail. En 2014, le syndicat a été condamné à verser une indemnité à un ancien employé licencié abusivement. En 2016, une affaire de harcèlement sexuel secoue la section zurichoise d'Unia, qui aboutira à la mise à pied de l'auteur, chef de la section. En juillet 2017, la presse révèle une autre affaire de licenciement abusif datant de mars 2016. Mais le plaignant sera débouté par le tribunal des prud'homme. Finalement, de nouveaux cas de licenciement considérés comme abusifs au sein de la section vaudoise ont été révélés en 2019.

## Catégories de travailleurs
- Construction
- Arts et métiers
- Industrie
- Tertiaire privé